# Rašínova (Brno)
Rašínova ulice (německy Rašíngasse – do roku 1939) je důležitou poměrně novou ulicí pěšího provozu v Brně. Byla vytvořena na přelomu 19. a 20. století a vede v mírném sklonu a délce zhruba 208 metrů od nám. Svobody směrem k Moravskému náměstí, do kterého ústí. Je pojmenována po významném prvorepublikovém politikovi Aloisi Rašínovi a to od roku 1923. Významná je mimo jiné tím, že v jejím středu je vstup do největšího brněnského kostela svatého Jakuba. V horní části ulice jsou lázně, původně podle návrhu architekta Leopolda Bauera.

## Historie
Ulice ve středověku (jako v podstatě jediná v centru Brna) neexistovala. Byla vytvořena novodobě až po roce 1901 snad z popudu Camilla de Sitte, aby byl vytvořen průhled k Německému domu a na věž kostela sv. Jakuba. Původně byla v přibližně stejné poloze jen malá ulička, která ale vedla v jiném úhlu od náměstí Svobody ke kostelu.